# ンナムディ・アジキウェ
ンナムディ・ベンジャミン・アジキウェ（英語: Nnamdi Benjamin Azikiwe, 1904年11月16日 - 1996年5月11日）は、ナイジェリアの政治家。イボ人。ナイジェリアの第3代総督を務め、共和制移行後は初代大統領に就任した。

## 前半生
アジキウェは1904年11月16日、当時イギリスの植民地だったナイジェリアの西部、ナイジャー州のズンゲルで生まれた。ラゴスの高校を卒業後アメリカにわたり、ワシントンD.C.のハワード大学で学んだあと、1930年にペンシルベニア州のリンカーン大学に移った。
大学卒業後、1934年11月にガーナのアクラに渡り、日刊紙『アフリカン・モーニング・ポスト』の編集長となった。筆禍により6ヶ月入獄のあと、1937年にナイジェリアに帰国し、ラゴスで『ウェスト・アフリカン・パイロット』紙を創刊、民族運動を推進した。
1944年、ナイジェリア・カメルーン国民会議 (NCNC) が結成されると入党し、ジャーナリズムから政界へと転身した。1946年には議長となった。1946年2月、彼に心酔する若者により、アジキウェの愛称・ジクにちなんだジキスト運動と呼ばれる民族主義運動が開始され、当初は東部だけであったが、翌年には都市を中心に全国に運動は拡大した。1949年にはエヌグの炭鉱労働者のストライキをきっかけに反政府デモを行ったものの、1950年には当局により禁止された。
その後、1954年にはナイジェリア東部州の首相となり、さらに独立要求を続けた。

## 独立後
1960年11月16日、ナイジェリアが独立すると総督となり、1963年に共和制移行が可決されるとナイジェリア連邦共和国の初代大統領となった。
しかし、ナイジェリアの政府内はタファワ・バレワ首相の率いる北部州とアジキウェの率いる東部州との対立が激化し、北部州よりの西部州をも巻き込んだ政争により混乱が続いていた。
1966年の軍部クーデターで辞任し、1967年から70年までのビアフラ戦争期には、当初チュクエメカ・オジュク中佐に協力してビアフラ側に立ち、スポークスマンとしてビアフラ支持を訴えたものの、後に連邦支持に転じた。
戦後は1972年から1976年までラゴス大学の総長を務めた後、1978年にナイジェリア人民党を結党、1979年の民政復帰後の大統領選に出馬したものの、シェフ・シャガリに敗れた。
1983年、軍事政権に追われ、政界を引退した。以後、表舞台に立つことはなく、1996年にエヌグで死去した。
現在のナイジェリア首都・アブジャの国際空港、ンナムディ・アジキウェ国際空港は彼の名にちなんで名づけられ、またナイジェリアの通貨、500ナイラ紙幣には彼の肖像が印刷されている。
| 公職                                      | 公職                                                               | 公職                                                       |
| ----------------------------------------- | ------------------------------------------------------------------ | ---------------------------------------------------------- |
| 先代 エリザベス2世 （ナイジェリア女王）   | ナイジェリア連邦共和国大統領 初代：1963年10月1日 – 1966年1月16日   | 次代 ジョンソン・アグイイ＝イロンシ （最高軍事評議会議長） |
| 先代 ジェームズ・ウィルソン・ロバートソン | ナイジェリア連邦総督 第3代：1960年11月16日 – 1963年10月1日         | 廃止                                                       |
| 新設                                      | ナイジェリア保護領上院議長 初代：1960年1月1日 – 1960年10月1日      | 次代 デニス・オサデベイ                                    |
| 先代 エヨ・イタ                           | 東部州首相 第2代：1954年10月1日 – 1959年10月1日                    | 次代 マイケル・オクパラ                                    |
| 党職                                      |                                                                    |                                                            |
| 先代 ハーバート・マコーレー               | ナイジェリア・カメルーン国民会議議長 第2代：1946年5月 – 1960年11月 | 次代 マイケル・オクパラ                                    |